# Эндрюс, Кристофер Хауэрд
Кристофер Хауэрд Эндрюс (англ. Christopher Howard Andrewes; 7 июня 1896, Лондон, Великобритания — 31 декабря 1988, Лондон, Великобритания) — известный британский вирусолог, проработавший большую часть жизни в Совете медицинских исследований Великобритании. Известен тем, что был в числе первооткрывателей вируса гриппа A, в 1933 году вместе с коллегами он смог заразить человеческим гриппом хорьков и определить, что причиной болезни был именно вирус.

## Биография
Родился 7 июня 1896 года в Лондоне. В 1916 году поступил в Медицинский колледж при госпитале Сент-Бартоломью, который он окончил в 1921 году. С 1923 по 1925 год работал в Рокфеллеровском институте медицинских исследований в Нью-Йорке. С 1927 по 1989 год работал в Национальном институте медицинских исследований в Лондоне, при этом с 1952 по 1961 год занимал должность заместителя директора.
Скончался 31 декабря 1988 года в Лондоне.

## Научные работы
Основные научные работы посвящены общей медицинской вирусологии. Внёс значительный вклад в разработку классификации вирусов.
- 1933 — совместно с В. Смитом и П. П. Лейдлоу открыл вирус гриппа.
- 1957 — сформулировал гипотезу, согласно которой вирусы, поражающие животных и человека, произошли от симбионтов насекомых.
- Изучал вирусы животных и человека, главным образом возбудителей гриппа и катаров дыхательных путей.
- Разрабатывал вопросы эволюции и систематики вирусов.

## Членство в обществах
- Член Лондонского королевского общества (1939)[4]
- Почётный член Всесоюзного общества микробиологов, эпидемиологов и инфекционистов (1956)
- Иностранный член Национальной академии наук США (1964)[5]